# Húmera
Húmera es un barrio y zona residencial que pertenece al municipio español de Pozuelo de Alarcón, en la Comunidad de Madrid. Antiguamente tuvo ayuntamiento propio.

## Historia
Surgió durante la Edad Media y formó parte del sexmo de Aravaca, dentro de la Tierra de Madrid. Su término municipal se encontraba entre el de Aravaca (al norte), el de Pozuelo de Alarcón, al oeste y la Casa de Campo al este y el sur.
A mediados del siglo XIX, la villa de Húmera, todavía por entonces con ayuntamiento propio, tenía contabilizada una población de 32 habitantes. Aparece descrito en el noveno volumen del Diccionario geográfico-estadístico-histórico de España y sus posesiones de Ultramar de Pascual Madoz de la siguiente manera:

HUMERA: v. con ayunt. de la prov., aud. terr. y c. g. de Madrid (1 1/2 leg.), part. jud. de Navalcarnero (5), dióc. de Toledo (11): sit. en un hondo, la combaten los vientos N. y O. y su clima es sano: padeciéndose por lo comun algunas tercianas: tiene 19 casas inclusa la de ayunt., cárcel, un palacio llamado de Sumasagua, escuela de instruccion primaria comun á ambos sexos: á la que concurren 12 alumnos que se hallan á cargo de un maestro dotado con 1,100 rs., una fuente de buenas aguas, de las que se utilizan los vec para sus usos, y una igl. (Sta. Maria Magdalena) servida por un párroco, cuyo curato es de entrada y de patronato del Estado; hay una capilla en el citado palacio de Sumasagua, cuyo patrono es el baron de Eróles. El térm. confina N. Aravaca á 1/2 leg.; E. Madrid á 1 1/4; S. Carabanchel á 1, y O. Pozuelo á 1/4; se encuentran en él 7 casas de los Meaques, propias del hospital general de Madrid, algun viñedo y varias fuentes entre las cuales hay algunas de agua mineral, y le atraviesa un arroyo que pasa bañando la v. por la parte del O., y desagua en el Manzanares junto á la Casa de Campo, propia de S. M. El terreno es de mediana calidad para semillas, y bastante bueno para legumbres y vino. caminos: los que dirigen á los pueblos limítrofes en mal estado: el correo se recibe de Madrid por Aravaca; los jueves y domingos, y salen los miércoles y sábados. prod.: cereales, toda clase de frutos y vinos: mantiene ganado lanar y vacuno; y cria caza de conejos y perdices. ind.: la agrícola, un molino harinero de viento; un pozo de nieve y un tejar: el comercio está reducido á la esportacion de los frutos sobrantes, y á la importacion del aceite, pescado y los géneros necesarios para el vestir. pobl.: 8 vec., 32 alm. cap. prod.: 1.359,813 rs. imp.: 49,568. contr.: segun el cálculo general y oficial de la prov., 9'65 por 100.
(Madoz, 1847, pp. 359-360)

Debido a su escasa población y tras solicitar sin éxito en 1877 la anexión a Madrid, finalmente el 28 de junio de 1880 el término municipal y ayuntamiento de Húmera fue suprimido, quedando agregado al de Pozuelo de Alarcón como barrio.
En 1916 se fundó en la zona el sanatorio de Húmera, un centro antituberculoso financiado por la Liga Popular contra la Tuberculosis. Toda la zona fue el escenario de intensos combates durante la guerra civil española, especialmente durante la primera batalla de la carretera de La Coruña (noviembre-diciembre de 1936). Tras la guerra fue reconstruido por la Dirección General de Regiones Devastadas.
En la actualidad, el antiguo núcleo urbano de Húmera forma parte del núcleo de población conocido como Húmera-Somosaguas-Prado del Rey dentro de Pozuelo de Alarcón. Se encuentra al este del Campus de Somosaguas.

## Demografía

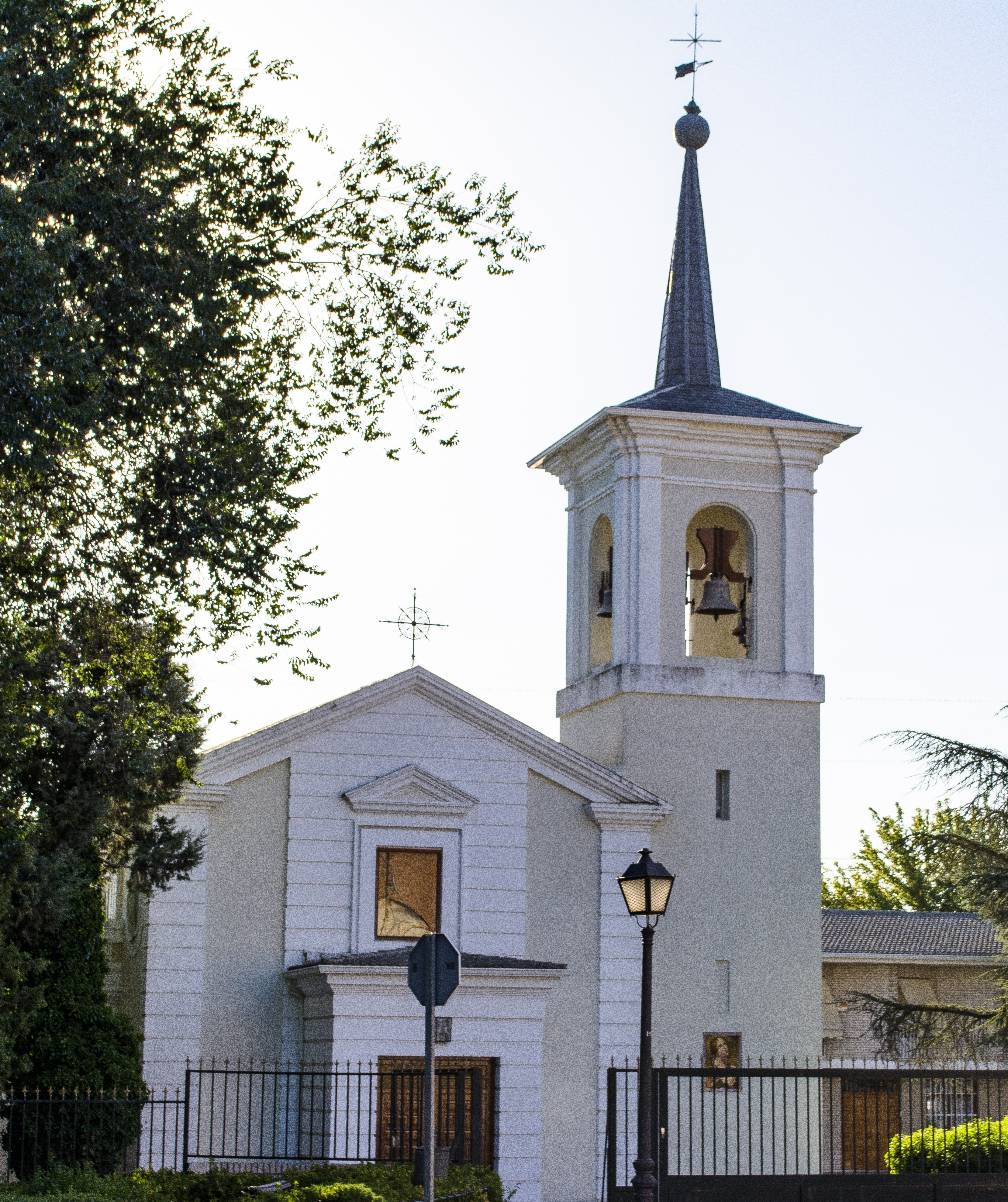
Iglesia de Santa María Magdalena

| Gráfica de evolución demográfica de Húmera entre 1842 y 1877 |
| |
| Población de derecho según los censos de población del INE Población de hecho según los censos de población del INEEntre el censo de 1887 y el anterior, este municipio desaparece porque se integra en el municipio 28115 (Pozuelo de Alarcón) |

## Transporte público
A Húmera solo se puede acceder mediante buses interurbanos y de la EMT Madrid.
| Línea | Recorrido                                                                        |
| ----- | -------------------------------------------------------------------------------- |
| 561A  | Madrid (Aluche) – Pozuelo de Alarcón - Majadahonda - Las Rozas (por Universidad) |
| 563   | Madrid (Aluche) - Pozuelo de Alarcón (por Urbanización Las Minas)                |
| 658A  | Madrid (Moncloa) - Pozuelo de Alarcón (P. E. La Finca - C. C. LaFinca)           |
| A     | Moncloa - Campus de Somosaguas                                                   |
| H     | Aluche - Campus de Somosaguas                                                    |

## En las artes y la cultura popular
El director de cine Luis García Berlanga fue vecino de Húmera y, en su memoria, el Ayuntamiento de Pozuelo dio su nombre a la antigua plaza mayor de Húmera en 2012.

## Actualidad
El barrio de Húmera se localiza muy próximo a la zona de Somosaguas, con un gran número de chalets y zonas residenciales exclusivas. Se encuentra dividido por el Campus de Somosaguas de la Universidad Complutense de Madrid por el oeste y el Parque Forestal Adolfo Suárez, al norte.